# Steinheid
Steinheid è una frazione della città tedesca di Neuhaus am Rennweg, in Turingia.

## Storia
Steinheid costituì un comune autonomo fino al 1º dicembre 2011.